# Stream of Passion
Stream of Passion – zespół wykonujący metal progresywny z elementami symfonicznego metalu założony przez Arjena Lucassena i Marcelę Bovio. Ponieważ muzycy zespołu żyją daleko od siebie, debiutancki album Embrace the Storm został nagrany i zmixowany przez Arjena przez internet.
Z wyjątkiem wokalistki: Marceli Bovio którą znamy z albumu Ayreon – The Human Equation, Lucassen do zespołu dobierał mało znanych, lecz utalentowanych muzyków.

## Dyskografia
Albumy studyjne
| 2005                           | Embrace the Storm - Data: 24 października 2005 - Wydawca: InsideOut Music | 27 |
| 2009                           | The Flame Within - Data: 29 maja 2009 - Wydawca: Napalm Records           | 57 |
| 2011                           | Darker Days - Data: 22 czerwca 2011 - Wydawca: Napalm Records             | —  |
| 2014                           | A War of Our Own - Data: 18 kwietnia 2014 - Wydawca: PIAS/Rough Trade     | —  |
| "—" pozycja nie była notowana. |                                                                           |    |

Single
| Rok  | Tytuł                 | Pozycja na liście |
| Rok  | Tytuł                 | NLD               |
| ---- | --------------------- | ----------------- |
| 2006 | Out in the Real World | 49                |

Albumy koncertowe
| Rok  | Tytuł                                                              | Pozycja na liście |
| Rok  | Tytuł                                                              | NLD               |
| ---- | ------------------------------------------------------------------ | ----------------- |
| 2006 | Live in the Real World - Data: 15 czerwca 2006 - Wydawca: Sony BMG | 57                |